# Japanische Badmintonmeisterschaft 1997
Die Japanische Badmintonmeisterschaft 1997 fand vom 4. bis zum 9. November 1997 in der Präfektur Aichi statt. Es war die 51. Austragung der nationalen Titelkämpfe im Badminton in Japan.

## Medaillengewinner
| Disziplin    | Gold                          | Silber                            | Bronze                         |
| ------------ | ----------------------------- | --------------------------------- | ------------------------------ |
| Herreneinzel | Shinji Ōta                    | Keita Masuda                      | Takahiro Suka                  |
| Herreneinzel | Shinji Ōta                    | Keita Masuda                      | Fumihiko Machida               |
| Dameneinzel  | Takako Ida                    | Miho Tanaka                       | Saori Itoh                     |
| Dameneinzel  | Takako Ida                    | Miho Tanaka                       | Kanako Yonekura                |
| Herrendoppel | Shinji Ōta Takuya Takehana    | Seiichi Watanabe Fumihiko Machida | Akihiro Imai Kazuhiro Honda    |
| Herrendoppel | Shinji Ōta Takuya Takehana    | Seiichi Watanabe Fumihiko Machida | Tatsuya Hirai Akihiro Kishida  |
| Damendoppel  | Takae Masumo Chikako Nakayama | Hiromi Yamada Naomi Murakami      | Shizuka Yamamoto Mayumi Ito    |
| Damendoppel  | Takae Masumo Chikako Nakayama | Hiromi Yamada Naomi Murakami      | Chiemi Ishii Yūko Ōta          |
| Mixed        | Koji Miya Yoshiko Tago        | Norio Imai Haruko Matsuda         | Tatsuya Hirai Izumi Kida       |
| Mixed        | Koji Miya Yoshiko Tago        | Norio Imai Haruko Matsuda         | Fumitake Shimizu Fujimi Tamura |